# Teodor al II-lea Lascaris
Teodor al II-lea Lascaris (n. decembrie 1221, İznik, Imperiul de la Niceea – d. 18 august 1258, İznik, Imperiul de la Niceea)

## Biografie
Fiul lui Ioan Vatatzes, Theodor, și-a luat numele mamei sale-Laskaris. Niciodată încă, din timpurile lui Constantin Porphyrogenetul, tronul nu fusese ocupat de un om mai cultivat. Georgios Acropolites l-a numit dumnezeiesc datorită înțelepciunii sale. Basileul niceean a lăsat, pentru posteritate, tratate, discursuri și scrisori. Părea că un suveran dispus filozofic ar fi fost ideal pentru cei din jur. Dar, din păcate-chiar dacă, în general, Theodor II s-a dovedit a fi un cârmuitor destul de bun-irascibilitatea și nervozitatea sa, care au tot crescut, sub influența unor boli cornice, făceau din împărat un om insuportabil pentru anturajul său. Pe deasupra, cu trecerea anilor, el a devenit foarte suspicios, lucru la care a contribuit mult credința profundă a basileului în vrăjitorie-un flagel, de care, în evul mediu (dar, adeseori, și în zilele noastre), nu erau feriți nici chiar oamenii instruiți. Din această pricină,-ne comunică Georgios Pachymeres-în acele timpuri, mulți oameni de vază, numai să fi grohăit cineva o acuzație împotriva lor, erau arestați și, cine voia să se răzbune pentru o urgisire, sau pe aproapele său, era de ajuns să-l acuze de vrăjitorie și acela era supus pedepsei… Un singur lucru îl putea salva pe acuzat: dacă el se hotăra să ia cu mâna o bucată de fier încins dintr-un foc ce ardea. Sub această acuzație, Martha, sora viitorului împărat Mihail Paleologul, a fost supusă unui supliciu înfiorător: ea a fost pusă într-un sac cu pisici flămânde înrăite, care zgâriau. Persecuțiilor pentru vrăjitorie erau supuși, mai cu seamă, oameni de neam, deoarece Teodor al II-lea, ca și tatăl său, vedea în creșterea influenței nobilimii din partea locului o amenințare pentru puterea imperială absolută și se străduia din toate puterile să nu permită acest lucru. Pentru dregătorii săi, părea ...un stăpân împovărător, fiindcă îi numea pe oameni în posturi și le acorda cinstirile cuvenite nu în functie de noblețea obârșiei și legăturilor de rudenie cu casa imperială, ci ținând seama de calitățile personale. Cine era înrudit cu el și de același sânge, aceluia, după părerea împăratului, îi era de ajuns și acest privilegiu(Pachymeres). Cele mai influente persoane din anturajul său-marele stratopedarh Georgios Muzalon și marele logotethet și guvernatorul Traciei, Georgios Acropolites-nu erau de origine prea înaltă.
Theodor II a dus războaie nu prea reușite în Europa, cu bulgarii și cu despotul Epirului, Mihail II Angelos. El a păstrat cea mai mare parte a cuceririlor lui Vatatzes, dar a și pierdut câte ceva, mai cu seamă la sfârșitul domniei. Mihail al Bulgariei i-a răpit Niceei un șir de orașe din nordul Traciei, iar despotul Epirului-aproape toate posesiunile ei apusene, până la râul Vardar, și l-a capturat, în una dintre cetăți, pe Georgios Acropolites.
Theodor II a murit la 16 august 1258.